# Girl with Balloon
Girl with Balloon (o Balloon Girl o Girl and Balloon) è una serie di disegni a pennarello iniziata a Londra nel 2002 dallo street artist Banksy, che raffigura una ragazza con la mano tesa verso un palloncino rosso a forma di cuore portato via dal vento.
L'opera è in bianco e nero, ad eccezione della presenza rossa del palloncino che vola via.
Banksy ha utilizzato più volte varianti di questo design per supportare campagne sociali: nel 2005 sul muro di separazione in Palestina, nel 2014 a supporto della crisi dei rifugiati siriani e anche durante le elezioni britanniche del 2017.
Nel 2018 una copia incorniciata dell'opera è stata triturata deliberatamente durante un'asta di Sotheby's, tramite un dispositivo meccanico che Banksy aveva nascosto nel telaio. Banksy ha confermato di essere il responsabile della distruzione e ha dato alla nuova opera il nome Love is in the Bin. Sotheby's ha affermato che si tratta della "prima opera creata durante un'asta dal vivo".

## Storia
Il primo murale è stato realizzato nel 2002 lungo le scale del Waterloo Bridge sul lato di South Bank accompagnata dalla scritta "There Is Always Hope". Successivamente sono state realizzate a Londra altre varianti ma nessuna di queste è rimasta. Una versione del 2004 che si trovava in un negozio di Shoreditch a East London è stata venduta nel 2007 per 37 200 sterline da Sotheby's ed è stata rimossa dal Sincura Group nel 2014 e venduta per 494 000 sterline il 19 settembre 2015.
Sono state prodotte diverse serie di stampe in edizione limitata dell'opera, che sono diventate preziose nel tempo. Una serie iniziale di 25 stampe firmate è stata prodotta nel 2003, mentre una serie di 150 stampe firmate e una serie di 600 stampe non firmate sono state prodotte nel 2004/2005. Nel novembre 2015, uno dei 150 set firmati è stato messo all'asta per 56 250 sterline, più del doppio del suo valore stimato.
Nell'agosto 2005, Banksy lo ha incluso come parte di una serie di murales sulla barriera della Cisgiordania, una variazione chiamata Balloon Debate della ragazza che galleggia sopra il muro mentre tiene un mazzo di palloncini.                   
Nel 2005 l'opera' è visibile in una scena del film Match Point di Woody Allen."Girl and balloon" è dipinta sull'arcata di un ponte a Londra. La scena, verso la fine del film,è quella in cui il protagonista Chris si sbarazza dei gioielli gettandoli nel Tamigi.
Una versione del 2009 è stata spruzzata direttamente sul supporto di cartone di un telaio Ikea.
Nel marzo 2014, nel terzo anniversario del conflitto in Siria, Banksy ha rielaborato il dipinto per raffigurare un rifugiato siriano e ha aggiunto l'hashtag #WithSyria. Il 13 marzo, l'immagine è stata proiettata sulla Torre Eiffel e sulla Colonna di Nelson in un video animato con la narrazione di Idris Elba e la musica di Elbow. Nelle settimane successive, il cantante Justin Bieber si è fatto un tatuaggio basato sullo stencil originale e ne ha pubblicato una foto su Instagram prima di cancellarlo. Banksy ha pubblicato questa foto sulla propria pagina facebook con il commento "Controversial".
Nel luglio 2017, un sondaggio condotto da Samsung su 2.000 persone del Regno Unito chiedendo loro di classificare venti opere d'arte britanniche ha indicato Balloon Girl come l'opera d'arte preferita.
All'inizio di giugno 2017, prima delle elezioni generali del Regno Unito, Banksy ha realizzato una variante di Girl with Balloon con il palloncino colorato con i colori dell'Union Jack offrendosi di inviare gratuitamente una stampa della sua opera agli elettori di alcuni collegi elettorali che avrebbero fornito la prova fotografica del loro voto contro i Tory. L'offerta includeva un disclaimer: "Questa stampa è un pezzo ricordo del materiale della campagna, non intende in alcun modo influenzare le scelte dell'elettorato", ma il 6 giugno 2017 Banksy ha annullato l'offerta dopo che la Commissione elettorale lo aveva avvertito che poteva violare le leggi sulla corruzione elettorale ed invalidare i risultati delle elezioni in quei collegi.